# Surinam
För andra betydelser, se Surinam (olika betydelser).
Surinam (nederländska: Republiek Suriname), formellt Republiken Surinam, är en stat i norra Sydamerika vid Atlanten. Landet gränsar till Brasilien, Guyana och Franska Guyana och är Sydamerikas minsta självständiga land (motsvarar ungefär Tunisiens yta). En stor del av Surinam är bevuxet av tropisk regnskog och där finns en mycket artrik flora och fauna. Landets befolkning uppskattades i juli 2016 till 585 000.
Surinam är tillsammans med grannlandet Guyana de enda nationerna på det amerikanska fastlandet som tillämpar vänstertrafik.

## Historia
Det har funnits bosättningar i Surinam sedan 3 000 år före vår tideräkning. De största stammarna var arawakerna, en nomadisk kuststam som levde av jakt och fiske. De var de första invånarna i området. 
Senare bosatte sig även kalina-folket i området och besegrade arawakerna med hjälp av sina överlägsna segelfartyg. 
Medan de större arawak- och kalina-stammarna levde längs kusten och på savannen, levde mindre grupper av andra ursprungsbefolkningar i inlandets regnskog, till exempel akurio, trió, warrau och wayana. 
Surinam var före självständigheten 1975 en nederländsk koloni under namnet Holländska Guyana och senare Nederländska Guyana. Under 1600-talet kämpade Storbritannien och Nederländerna om makten över det som idag är Surinam, och det var slutligen holländarna som lyckades ta kontroll över området och gjorde det till en koloni. Under den fortsatta delen av 1600-talet och även 1700-talet hämtades slavar från Afrika till kolonin och användes framförallt inom jordbruket. Många av dessa slavar lyckades dock rymma in i djungeln och startade där små separatiströrelser som bland annat anföll de odlingar där de andra slavarna hölls fångna och tvingades arbeta. Efter att slaveri avskaffades under 1860- och 1870-talet började man istället importera arbetskraft från bland annat Indien och Indonesien. Som en följd av detta utgörs ungefär hälften av landets nuvarande befolkning av ättlingar till dessa slavar och invandrare, och Surinam är idag ett av de mest mångkulturella länderna i Sydamerika.
När Surinam blev självständigt 1975 flyttade totalt 300 000 människor till Nederländerna, motsvarande mer än hälften av dagens befolkning. År 1980, fem år efter självständigheten, ersattes den civila regeringen av en militärregim som deklarerade att landet var en socialistrepublik. Militären fortsatte att styra fram till 1987, även om regeringarna formellt var civila. 1987 resulterade internationella påtryckningar i att ett demokratiskt val hölls. 1989 störtades återigen den civila regeringen av militären, men nya demokratiska val hölls 1991 och har sedan dess hållits 1996, 2000, 2005, 2010 och 2015. Sedan 2010 var den tidigare militärdiktatorn Dési Bouterse landets president. I juli 2020 utsågs den politiska veteranen och tidigare justitieministern Chan Santokhi till ny president. Santokhi efterträdde den tidigare militärdiktatorn Desi Bouterse som återkommit till makten 2010. Bouterse har dömts till fängelse för en massaker på 1980-talet, men domen har överklagats.

## Geografi

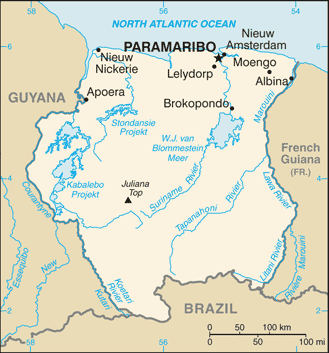
Surinam

### Topografi och hydrografi

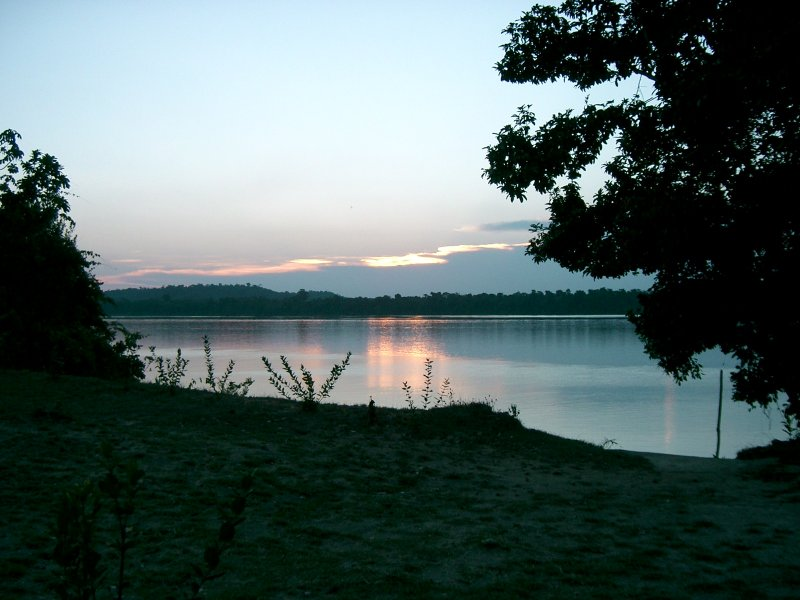
Maroi-floden

Surinams geografi är präglad av kustslätt och varierande terräng inåt landet. Kustslätten, som sträcker sig längs den öst-västliga Atlanten, består av unga avlagringar och omfattar sandstränder, mangroveträsk och marskland. Längre in i landet dominerar savann och sandavlagringar, medan kullterräng och prekambriska bergarter från Guyanaskölden finns på vissa ställen. I landets södra delar sträcker sig bergskedjor som Wilhelminabergen, där Julianatoppen når en höjd av 1 230 meter över havet. Floder som Corantijn, Nickerie och Suriname rinner norrut, medan Marowijne utgör en gränsflod mot Franska Guyana.

### Klimat
Surinam har ett tropiskt klimat med konstant hög luftfuktighet och jämna temperaturer året om. Dygnsmedeltemperaturen varierar mellan 23 °C och 31 °C, och den genomsnittliga årliga temperaturen är 27 °C. Nederbörden är kraftig och varierar beroende på region. Vid kusten i väster uppgår den till 1 900 mm per år, medan de södra bergsområdena får mer än 2 500 mm årlig nederbörd.

### Växt- och djurliv
Stora delar av Surinams yta täcks av tropisk regnskog, där en mosaik av växtsamhällen utvecklas beroende på topografin. Regnskogen domineras av arter från ärt-, sapotill- och rökelseträdsfamiljer. Längs kusten växer mangrove, och innanför finns sumpmarker samt högproduktiva risfält i väst. Surinam hyser en rik flora och fauna, bland annat arter som låglandstapir, jaguar och ozelot. Fågellivet är också mycket varierat med arter som tukaner, kolibrier och trumpetarfåglar. Djurlivet inkluderar även kräldjur som anakonda och kungsboa samt många fiskar i floder och hav.

### Naturskydd och miljöproblem

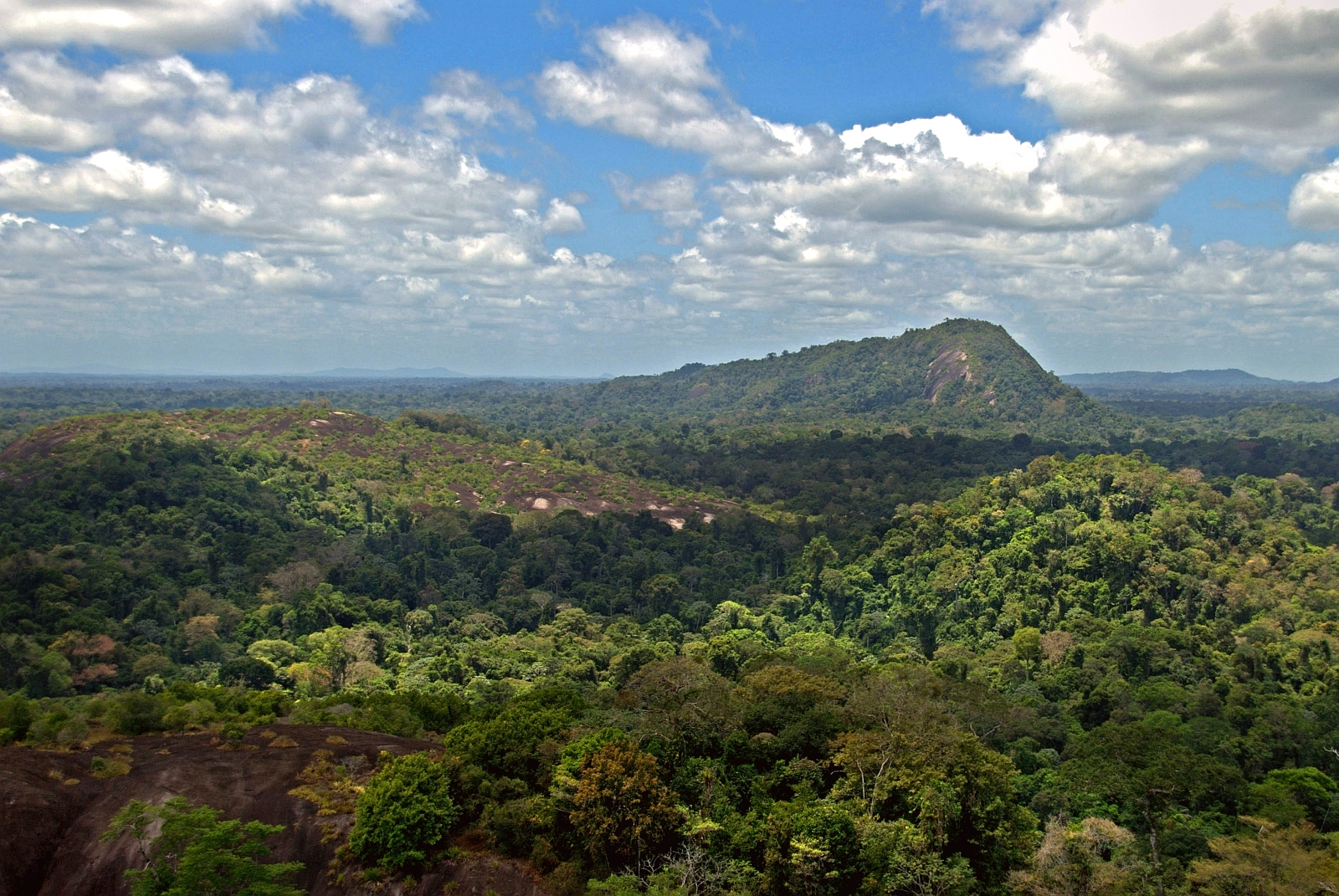
Nästan hela Surinam är täckt av regnskog. Här syns berget Volzburg med omnejd, i det centrala Raleigh Vallen naturreservat i den centrala delen av landet (nära Coppenamefloden).

Surinam har etablerat ett välutvecklat system för naturskydd, med flera naturreservat och en nationalpark, Brownsberg, som skyddar regnskogsområden. Vid kusten finns också områden skyddade för våtmarksfåglar och sköldpaddor. Trots detta har politiska oroligheter på 1980-talet påverkat landets naturskyddsarbete. Miljöproblem som påverkar Surinam inkluderar skogsskövling och förlust av biologisk mångfald, men stora delar av landet förblir intakta och skyddade.

## Styre och politik

### Författning och styre
Republiken Surinam är en konstitutionell demokrati baserad på en grundlag som antogs 1987 och som gav presidenten en stark ställning med rätt att tillsätta regeringen. En nationalförsamling väljs vart femte år i allmänna val och har till uppgift att utse president. En folkkongress består av representanter för nationalförsamlingen liksom av samtliga ledamöter i de regionala och lokala fullmäktigeförsamlingarna.[källa behövs]

### Administrativ indelning
Surinam är indelat i tio distrikt (distrikten): Brokopondo, Commewijne, Coronie, Marowijne, Nickerie, Para, Paramaribo, Saramacca, Sipaliwini och Wanica.

### Internationella relationer
En långdragen tvist om kustgränsen mellan Guyana och Surinam utlöstes i september 2007 och bidrar till bilaterala spänningar. Även med Franska Guyana har Surinam en konflikt om gränsdragning.

## Ekonomi och infrastruktur
Surinams ekonomi domineras av bauxitindustrin, som står för mer än 15 procent av BNP och 70 procent av exportinkomsterna. Landet exporterar också en stor mängd socker, och landets främsta handelspartner är Nederländerna, USA och olika länder i Västindien. Den kinesiska minoriteten importerar varor från Kina och säljer dessa.
Surinams ekonomi har under de senaste decennierna präglats av relativt låg tillväxt och instabilitet, med undantag för till exempel den första halvan av 1990-talet då landets ekonomi upplevde ett visst uppsving. De senaste åren har den nuvarande regeringen dels städat upp efter den ganska misslyckade Wijdenbosch-regeringen som styrde under andra halvan av 90-talet och blev avsatt i demokratiska val 2000, dels utlovat och genomfört olika ekonomiska reformer i hopp om att få fart på ekonomin. Den nuvarande regeringen har bland annat upphört att finansiera statsbudgeten med att trycka pengar, vilket man hoppas skall hjälpa till att undvika hög inflation som landet präglades av under bland annat den föregående regeringen. Man har också avskaffat många prisregleringar på olika varor, devalverat valutan med nästan 90 procent för att växelkurserna skall stämma bättre överens med verkligheten samt avskaffat de statliga bensinsubventionerna.
Huruvida Surinam kommer att fortsätta utvecklas ekonomiskt beror framförallt på om regeringen lyckas genomföra fler av de politiska och ekonomiska reformer som har utlovats, bland annat hårdare kontroll av statens utgifter, hålla en låg inflation, underlätta för fler investeringar i landet och utveckla bauxit- och guldgruvorna. Den nederländska staten har, sedan Surinam blev självständigt, bistått landet med ekonomisk hjälp i form av bland annat förmånliga lån för utvecklingsprojekt och rena bidrag. Denna ekonomiska hjälp stoppades dock temporärt under de militärstyren som Surinam har haft under vissa perioder sedan 1970-talet.
År 2002 levde 70 procent av landets hushåll under fattigdomsgränsen. Detta är dock svårt att mäta då det finns en stor informell sektor i landet, och den stora surinamesiska minoriteten i Nederländerna skickar också pengar till släkt i hemlandet. Försäljning av illegal narkotika inbringar avsevärda summor till Surinam.

### Näringsliv

#### Energi och råvaror
Ungefär 75 procent av elektriciteten i Surinam produceras genom vattenkraft, medan den resterande delen genereras från fossila bränslen. Landet har också flera viktiga naturtillgångar, inklusive timmer, vattenkraft, fisk, kaolin, räkor, bauxit och guld.[källa behövs]

### Infrastruktur

#### Utbildning
I Surinam var analfabetismen 4,4 procent av befolkningen år 2015. Bland männen var andelen 3,9 procent, medan den var något högre bland kvinnor, med 5,0 procent.

## Befolkning
Surinam är starkt urbaniserat, med majoriteten av befolkningen boende i huvudstaden Paramaribo och längs kusten. Landets officiella språk är nederländska och engelska, men flera andra språk talas också. Religiöst sett är Surinam mångreligiöst, med protestanter, hinduer, katoliker och muslimer som de största grupperna. Hälsoläget är blandat med en medellivslängd på 72,2 år och en hög spädbarnsdödlighet. Övervikt är ett växande problem bland vuxna.

### Demografi

#### Urbanisering
Surinam är väldigt urbaniserat; befolkningen bor huvudsakligen längs kusten och främst i huvudstaden Paramaribo (även kallat Par'bo).[källa behövs]

#### Migration
Många surinameser bor i gamla kolonialmakten Nederländerna, då invånarna i Surinam fick bestämma om de ville bo i Nederländerna eller i Surinam i samband med självständigheten.[källa behövs]
År 2016 var nettomigrationen i landet 0,6 migranter per 1 000 invånare.

### Språk
De officiella språken i Surinam är nederländska och engelska, vilket understryker landets historiska kopplingar till både Nederländerna och Storbritannien. Dessutom talas flera andra språk, inklusive sranang tongo (surinamesiska), urdu, javanesiska och mandarin, vilket speglar den etniska mångfalden i landet.

### Religion
Surinam har en mångreligös befolkning där protestanter, hinduer, katoliker och muslimer är de största religiösa grupperna. Den protestantiska gruppen är störst, med 26,8 %, medan hinduer och katoliker utgör 22,3 % respektive 21,6 %. Muslimer utgör 13,9 % av befolkningen och en relativt stor andel, 10,7 %, är utan religiös tillhörighet.

### Hälsa
| Fetma                    | 2016   |         |
| ------------------------ | ------ | ------- |
| Andel av befolkningen    | 26,1 % |         |
| Undervikt hos barn <5 år | 2010   | 2018    |
| Andel av befolkningen    | 5,8 %  | 6,7 % ▲ |

Spädbarnsdödligheten ligger på 25,3 dödsfall per 1 000 levande födslar, med en något högre dödlighet bland manliga spädbarn.

## Kultur

### Traditioner

#### Matkultur
Surinamesiska köket är ett resultat av landets etniska mångfald och tropiska klimat. Matlagningen baseras på lokala grönsaker och frukter som mango, papaya och maniok. Traditionella rätter, influerade av afrikanska, asiatiska och västerländska matkulturer, inkluderar ofta kyckling med ris, samt indiskt roti-bröd. Fisk är en vanlig ingrediens, och soppor är populära. Surinam har även ett rikt utbud av tropiska frukter och grönsaker som odlas i landets klimat.

## Internationella rankningar
| Organisation                                | Undersökning                   | Rankning   |
| ------------------------------------------- | ------------------------------ | ---------- |
| Heritage Foundation/The Wall Street Journal | Index of Economic Freedom 2019 | 165 av 180 |
| Reportrar utan gränser                      | Pressfrihetsindex 2019         | 20 av 180  |
| Transparency International                  | Korruptionsindex 2018          | 73 av 180  |
| FN:s utvecklingsprogram                     | Human Development Index 2018   | 98 av 189  |